# Amerikanische Strauch-Birke
Die Amerikanische Strauch-Birke (Betula pumila) ist eine Pflanzenart aus der Gattung der Birken (Betula) innerhalb der Familie der Birkengewächse (Betulaceae). Das Verbreitungsgebiet liegt in Kanada und den USA.

## Beschreibung

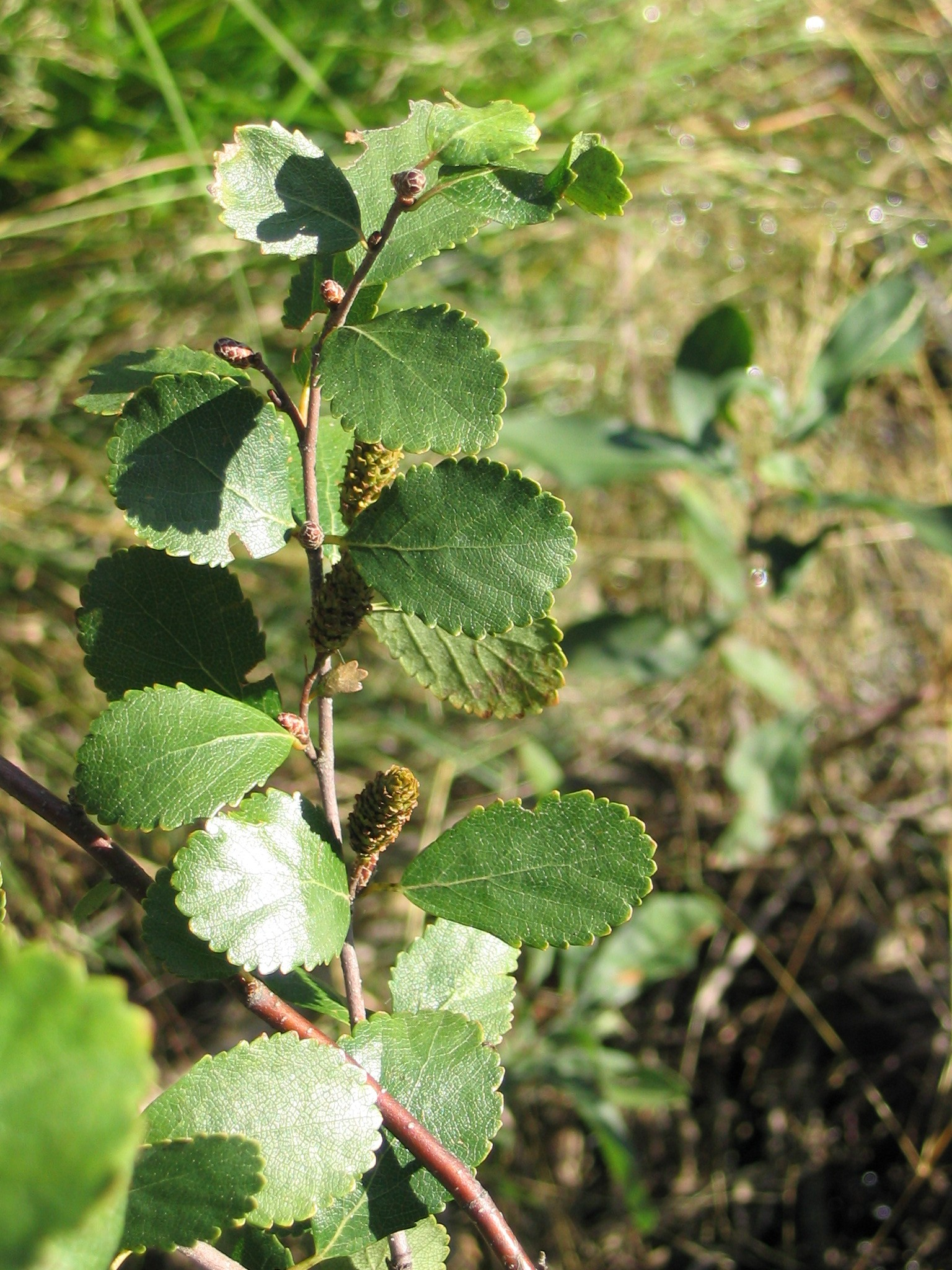
Zweig mit Laubblättern und Blütenständen

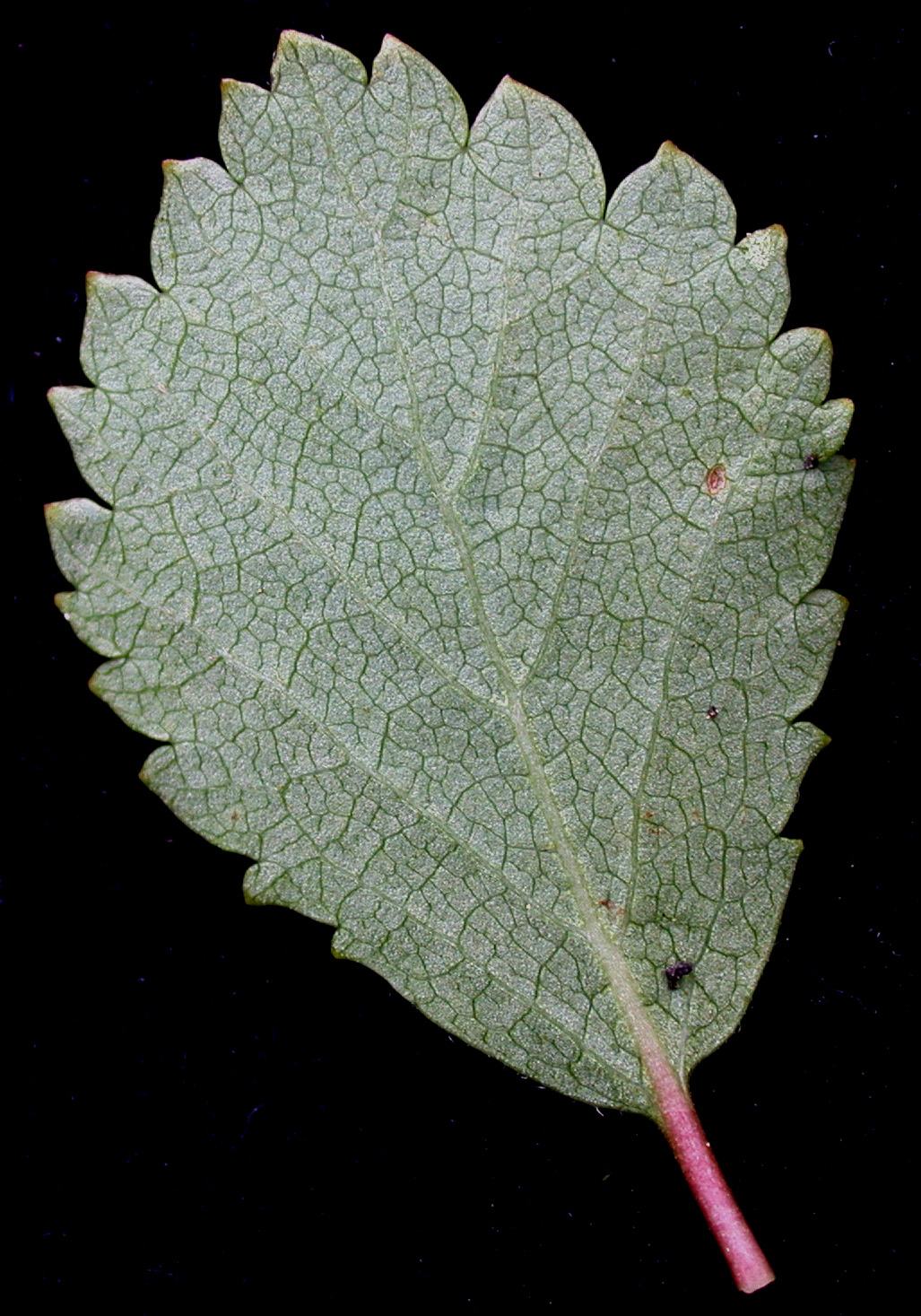
Blattunterseite

### Vegetative Merkmale
Die Amerikanische Strauch-Birke wächst als Strauch, der Wuchshöhen von etwa 3 Metern erreicht. Die dunkel-rotbraune, glatte Borke besitzt helle Korkporen. Die Rinde der jungen Zweige ist dicht filzig behaart und nicht warzig.
Die wechselständig angeordneten Laubblätter sind in Blattstiel und -spreite gegliedert. Der Blattstiel ist 2 bis 3 Millimeter lang. Die einfache Blattspreite ist bei einer Länge von 2,5 bis 5 Zentimetern sowie einer Breite von 1 bis 5 Zentimetern elliptisch bis verkehrt-eiförmig mit stumpfem oberen Ende und gerundeter oder breit-keilförmiger Spreitenbasis und grob gesägtem Rand. Die Blattoberseite ist mehr oder weniger behaart, die -unterseite weißlich und meist dicht behaart, zuletzt jedoch oft kahl. Je Blattspreite sind vier bis sechs Nervenpaare vorhanden.

### Generative Merkmale
Die Amerikanische Strauch-Birke ist einhäusig getrenntgeschlechtig (monözisch). Die weiblichen Blütenstände sind aufrechte, 1,5 bis 2,5 Zentimeter lange, zylindrische, gestielte Kätzchen. Dabei sind die Mittellappen der Fruchtschuppen länger als die Seitenlappen.
Die Früchte sind Flügelnüsse mit etwas schmäleren Flügel als Körper.
Die Chromosomenzahl beträgt 2n = 56.

## Vorkommen
Das Verbreitungsgebiet liegt in Kanada und den USA.
Dort wächst sie in Bruchwäldern, auf Feucht- und Nasswiesen und Sumpfstandorten an sonnigen, kühlen Standorten.

## Systematik
Die Erstveröffentlichung von Betula pumila erfolgte 1767 durch Carl von Linné im Mantissa Plantarum. Generum Editionis VI et Specierum Editionis II, 1, S. 124.
Von manchen Autoren werden zwei Varietäten unterschieden, neben der südlicher angesiedelten typischen Varietät Betula pumila var. pumila mit meist behaarten und drüsenlosen Blättern auch die nördlicher angesiedelte Varietät Betula pumila var. glandulifera Regel mit weniger behaarten und drüsigen Blättern.

## Verwendung
Die Amerikanische Strauch-Birke wird selten genutzt.

## Nachweise